# Andrea Glasauer
Andrea Glasauer (* 15. September 1983 in Speyer) ist eine ehemalige deutsche Basketballspielerin.

## Laufbahn
Die Tochter von Günter Glasauer war deutsche Jugendnationalspielerin, 2002 nahm sie an der U20-Europameisterschaft teil.  Sie besuchte das Theodor-Heuss Gymnasium in Freiburg. Ab der Saison 2000/2001 spielte sie mit dem USC Freiburg in der 1. Damen-Basketball-Bundesliga. 2003 ging die 1,85 Meter messende Flügelspielerin in die Vereinigten Staaten, spielte an der Northwestern University (Bundesstaat Illinois) und studierte Biologie. In der Saison 2006/07 war Glasauer Spielführerin der Northwestern University und erzielte 12,8 Punkte je Begegnung. Sie schlug eine wissenschaftliche Laufbahn ein, befasste sich mit Krebsforschung, schloss an der Northwestern University eine Doktorarbeit ab und wurde ab 2013 für die Bayer Pharma AG in Berlin tätig.